# ローシーン級哨戒艦
ローシーン級哨戒艦（英語: Róisín-class Large Patrol Vessel）は、アイルランド海軍の哨戒艦の艦級。

## 設計
本級は、カナダのヴァード・マリン（旧STXカナダ・マリン）社により、PV80型哨戒艦として設計された。これは、同社が先行して設計したPV75型を発展させたものであった。
船質は全鋼製とされており、船型はディープV型、2枚舵を装備している。ブラウン・ブラザーズ社の隠顕式フィンスタビライザーも装備した。なお上部構造物は、正面からのレーダー反射断面積（RCS）を低減するよう配慮されて設計された。
抗堪性を重視して、機関部は片舷1室ずつの計2室をセミ・シフト配置としている。主機関はV型16気筒のバルチラ16V26ディーゼルエンジンを搭載しており、推進器としては2.5メートル径の可変ピッチ・プロペラを駆動する。また精密な操艦が求められる状況に備えて、出力460馬力の電動式バウスラスターも備えている。

## 装備
PV75型よりやや大型化され、76mmスーパーラピッド砲を装備するなど武装も強化されているが、その代償に航空艤装は廃止された。また消防船としての活動に備えて600立方メートル毎時の放水能力を備えた放水砲1門と監視カメラ2基を備える。この他にも艦内には4床の病床を有するほか、国際平和活動部隊への補給を考慮して20フィートコンテナ複数を輸送できるなど、戦争以外の軍事作戦への配慮もなされている。
センサとしては、ケルビン・ヒューズ社製のSバンド・レーダーとXバンド・レーダーを1基ずつ搭載するほか、電子光学（EO）装置としてレイダメック1500/2400も搭載される。これはレーザー測距儀とTVカメラ、赤外線センサによって構成されており、目標捜索・捕捉や砲の射撃指揮に用いられる。なお艦の制御には、ケルビン・ヒューズ社製の統合艦橋システム（IBS）およびリットン-デッカISIS-1500主機制御システムが装備された。
搭載艇としては、6.7メートル型複合艇2隻のほか、5.4メートル型複合艇1隻も搭載される。ダビットは吊下げ重量2トンのシングル・アーム型である。

## 同型艦
| #   | 艦名                 | 進水           | 就役            |
| --- | -------------------- | -------------- | --------------- |
| P51 | ローシーン LÉ Róisín | 1999年 9月13日 | 1999年 12月15日 |
| P52 | ニーブ LÉ Niamh      | 2001年 2月10日 | 2001年 9月18日  |

1番艦は1997年12月16日に発注された。建造費のうち65パーセントは欧州連合より援助された。なお76mmスーパーラピッド砲を除く建造費は3億4100万ドルであった。続いて2000年4月6日には2番艦が発注された。同艦は、海上公試において減速機に問題が指摘され、就役は遅延した。
なお同艦は、2002年4月8日から15日にかけて来日し、ホストシップとなった護衛艦「さわゆき」と親善訓練などを実施した。これはアイルランド軍艦として初の来日であった。